# Vulcão submarino

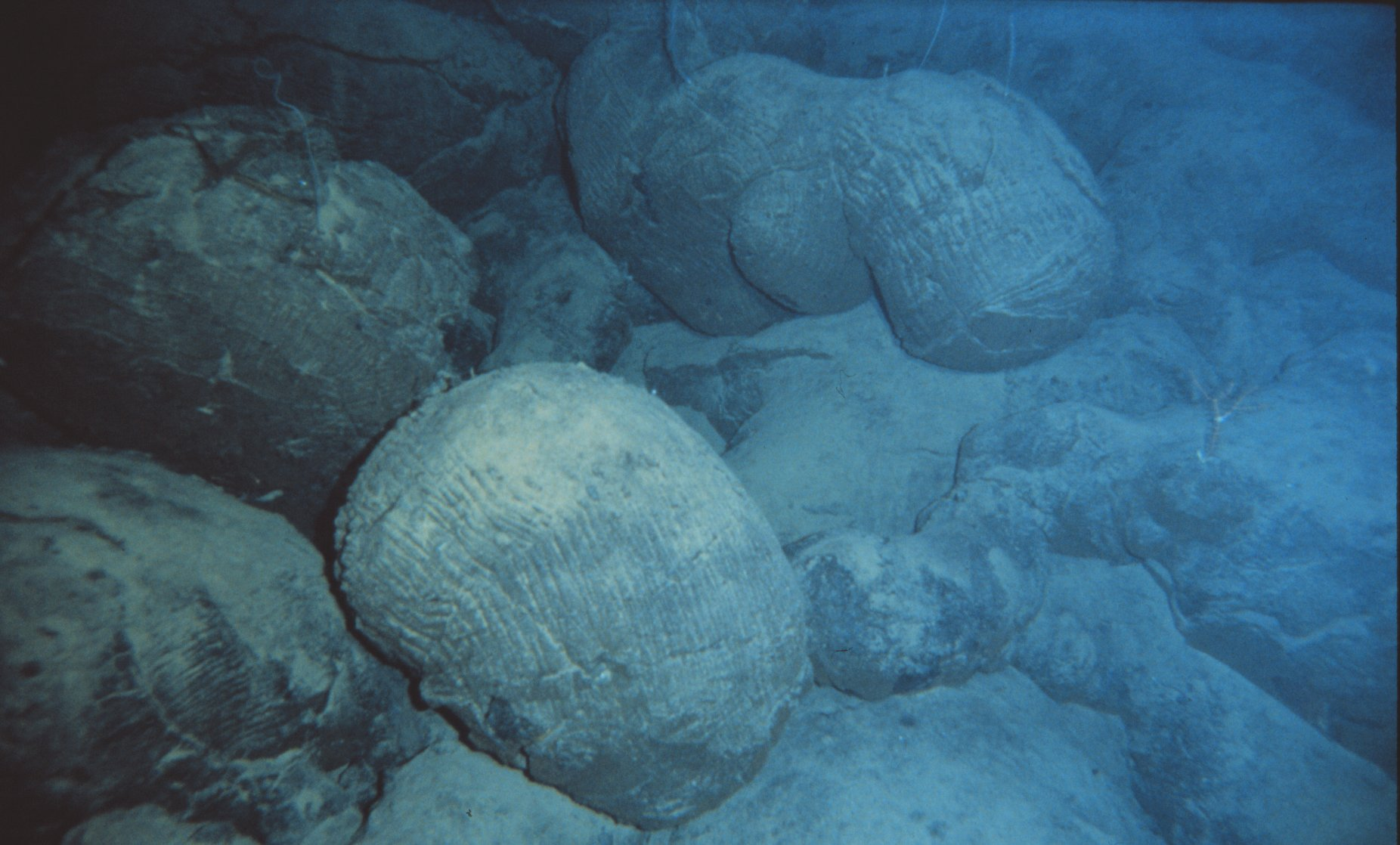
Lava em almofada emitida por um vulcão submarino (Hawaii).

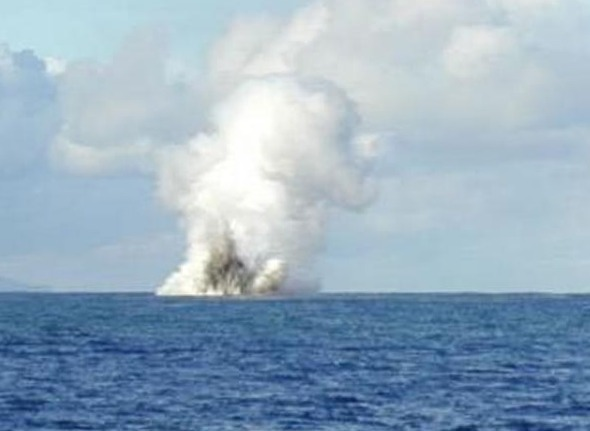
Componente sub-aérea da erupção do vulcão Kavachi (Maio de 2014).

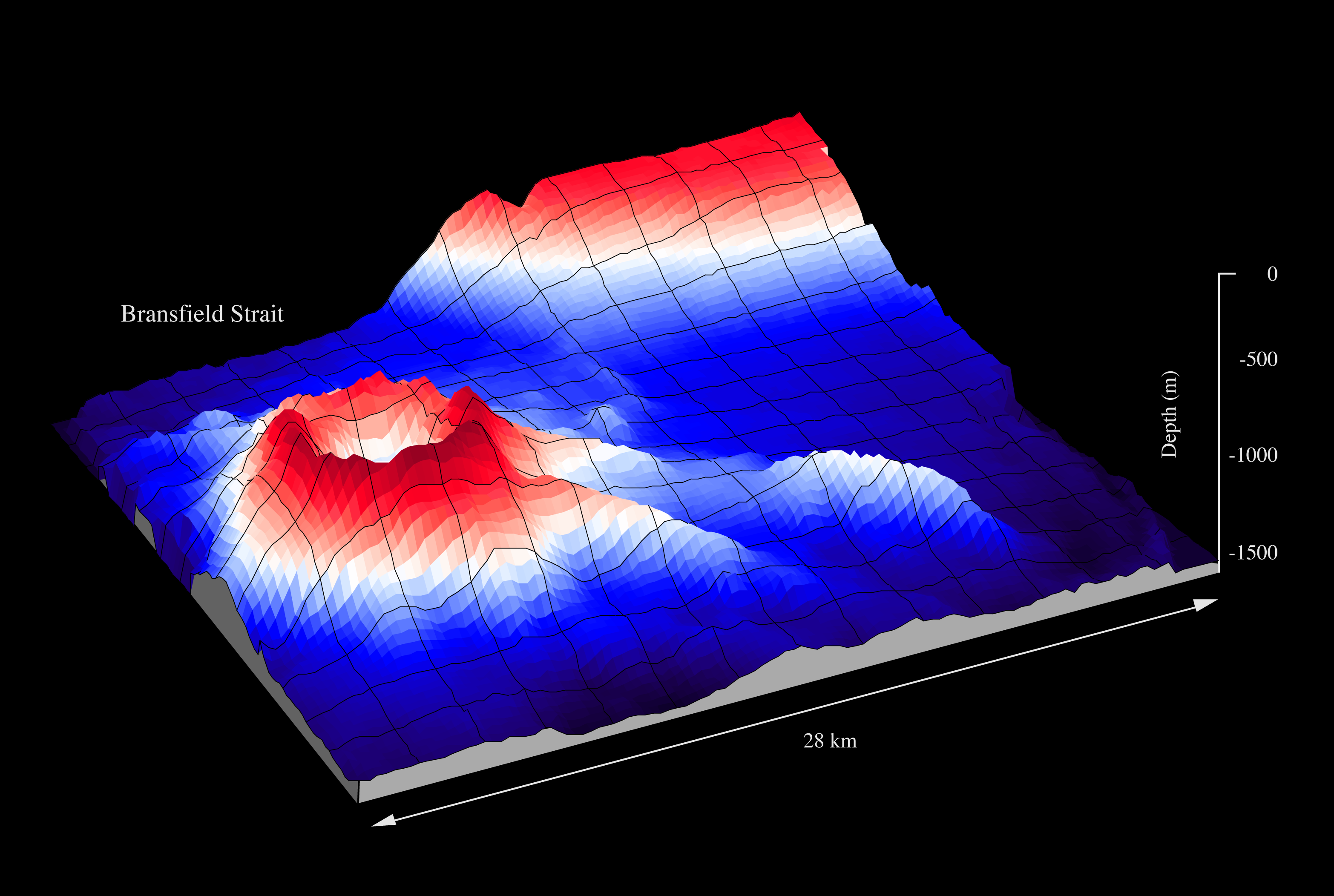
Vulcão submarino no Estreito de Bransfield, na Antártida.

Vulcão submarino é a designação dada às erupções vulcânicas que ocorrem no fundo dos oceanos e mares das quais resulta libertação de magma. Este tipo de vulcão instala-se em fissuras da crosta terrestre em regiões em que a superfície da Terra se encontra recoberta pela água do mar. Embora o conhecimento da topografia dos fundos marinhos seja incompleto, estima-se que possam existir até um milhão de vulcões, sendo que muitos se encontram activos.

## Formação
A maioria dos vulcões submarinos ocorrem em zonas de rápido movimento tectónico das placas oceânicas, com destaque para as dorsais oceânicas, onde as placas tectónicas se separam formando fissuras ou falhas geológicas. Apesar dessa predominância nas regiões de contacto entre placas, também podem ocorrer no interior das placas, dando origem ao fenómeno conhecido como vulcanismo intraplaca. Um caso especial deste tipo de vulcanismo ocorre sobre as regiões de subducção, onde massas de rocha fundida ascendem através da crusta até chegar à superfície.
A lava expulsa pelos vulcões submarinos, em particular os de natureza fissural existentes ao longo das dorsais oceãnicas, é o principal mecanismo de criação de fundos marinhos, estimando-se que este fenómeno seja responsável pela formação de cerca de 80% da crusta do planeta. Apesar de escondidas pelas águas dos oceanos, as erupções nas dorsais oceânicas são responsáveis pela formação dos grandes sistemas vulcânicos que correspondem às maiores cadeias montanhosas da Terra.